# Grabovac (Šestanovac)
Grabovac falu Horvátországban Split-Dalmácia megyében. Közigazgatásilag Šestanovachoz tartozik.

## Fekvése
Splittől légvonalban 45, közúton 65 km-re keletre, Makarskától légvonalban 15, közúton 27 km-re északnyugatra, községközpontjától 7 km-re délkeletre a dalmát Zagora területén, a Šestanovacot Zagvozddal összekötő 62-es számú főút mentén fekszik. Főbb településrészei Goričaj, Srednje Selo és Donje Selo, de több más régebbi településrésze elpusztult a lakosság kivándorlása következtében.

## Története
Területe már a történelem előtti időben lakott volt. Ennek bizonyítéka, hogy számos kisebb és nagyobb halomsír található a határában. Egyikükről a Goričajon található ún. Bacestina gomiláról végzik Szent Márk napján a mai napig is mezők megáldását, a Vrdoljacinál levő halomsírnál pedig egykor a mennybemenetel (Spasovo) ünnepét ülték meg, de ez mára már megszűnt. Velika peć újkőkori régészeti lelőhelye szintén a település közelében  fekszik. Az első ismert itt élt nép az illírek egyik törzse a dalmaták voltak, akik a magaslatokon épített, jól védhető erődített településeikben laktak. Innen könnyen ellenőrizni tudták a környező vidéket. Többségük állattartással foglalkozott, kisebb részük pedig földművelésből élt. A rómaiak csak hosszú ideig tartó harcok után hódították meg ezt a vidéket, melyek az i. e. 156. évtől egészen 9-ig tartottak. Az illírek elleni 9-ben aratott végső győzelem után Dalmáciára békésebb idők következtek, mely időszak 378-ig a nagy népvándorlásig tartott. Az illír lakosság nagy gazdasági fejlődésen ment át és romanizálódott. A Vrdoljaci közelében fekvő Jastreb nevű magaslaton az ókorban római erőd állt, ahol római pénzek is előkerültek. A falu területén római sírra és ház alapjaira is bukkantak, ahonnan Augustus római császár pénzérméje került elő. A mai horvátok ősei a 7. században (626 körül) az avar hódítás után érkeztek ide. Kiemelkedő régészeti lelet ebből a korból a Grabovachoz tartozó Tadići nevű településrészen feltárt kőépület területén talált három domborműves ókeresztény töredék, melyek egykori templom oltár előépítményének a részei lehettek. Az 533-as salonai zsinat idején ez a terület a zagorai plébániához tartozott, melynek valószínűleg a mai Zagvozd volt a székhelye. A Horvát Királyság uralma a 10. század első felétől kétszáz évig tartott, ezután a többi horvát területtel együtt a 12. század elején a magyar királyok fennhatósága alá került.
A 14. században területe a nagy kiterjedésű radobiljai plébániához tartozott, melyet 1376-ban egy birtokper kapcsán említenek először. A 15. század első felében e terület gyakran volt színtere a horvát és bosnyák hadak, illetve a Velencei Köztársaság közötti összecsapásoknak. 1420-ra egész Dalmácia a Velencei Köztársaság uralma alá került. 1463-ban a török meghódította a szomszédos Boszniát, majd 1471-re ez a terület is az Oszmán Birodalom fennhatósága alá került. A lakosság nagy része délre a tengermellékre, főként Poljica, Kaštel és a Brać-sziget környékére menekült. Az 1699-es karlócai béke értelmében velencei uralom alá került. Ezután a falu a duarei, vagy másképpen zadvarjei plébánia területéhez tartozott, de a 18. századtól saját káplánja volt, aki 1737-től az anyakönyveket is vezette. A velencei uralomnak 1797-ben vége szakadt és osztrák csapatok vonultak be Dalmáciába. 1806-ban az osztrákokat legyőző franciák uralma alá került, de Napóleon lipcsei veresége után 1813-ban újra az osztrákoké lett. A településnek 1857-ben 785, 1910-ben 1487 lakosa volt. 1918-ban az új szerb-horvát-szlovén állam, majd később Jugoszlávia része lett. A helyi plébániát 1941-ben alapították. A háború után a szocialista Jugoszláviához került. A lakosság elvándorlása az 1960-as évektől vette kezdetét. Grabovac közigazgatásilag a 18. század végétől Imotski  községhez tartozott. 1991 óta a független Horvátországhoz tartozik. A közigazgatás reformja során újraalapították Šestanovac községet, melynek Grabovac is része lett. Az 1990-es évek óta lakossága rohamosan csökkent. 2011-ben a településnek 372 lakosa volt.

## Lakosság
| Lakosság változása | Lakosság változása | Lakosság változása | Lakosság változása | Lakosság változása | Lakosság változása | Lakosság változása | Lakosság változása | Lakosság változása | Lakosság változása | Lakosság változása | Lakosság változása | Lakosság változása | Lakosság változása | Lakosság változása | Lakosság változása |
| ------------------ | ------------------ | ------------------ | ------------------ | ------------------ | ------------------ | ------------------ | ------------------ | ------------------ | ------------------ | ------------------ | ------------------ | ------------------ | ------------------ | ------------------ | ------------------ |
| 1857               | 1869               | 1880               | 1890               | 1900               | 1910               | 1921               | 1931               | 1948               | 1953               | 1961               | 1971               | 1981               | 1991               | 2001               | 2011               |
| 785                | 905                | 973                | 1.128              | 1.382              | 1.487              | 1.500              | 1.356              | 1.065              | 1.186              | 1.079              | 1.090              | 933                | 694                | 566                | 372                |

## Nevezetességei
- A Kisboldogasszony tiszteletére szentelt római katolikus plébániatemploma[5] 1722-ben épült, de eredeti formája nem maradt fenn. Ez a templom 8 és fél méter hosszú, 8 méter széles, apszisa pedig 2,35-ször 3,80 méteres volt. Mivel a templom idővel kicsinek bizonyult 1861-ben a hívek kérelmet terjesztettek a makarskai püspök elé a bővítésére, melyet meg is kaptak és az építés a következő évben már be is fejeződött. A bővítés után a régi templom az új templom szentélye lett, ehhez építették hozzá a 16 méter hosszú templomhajót. A templomot a teljes belső berendezés után 1899-ben szentelte fel Nakić püspök. A templombelsőt 1937-ben Vlado Marjanović akadémiai festőművész festette ki. A kőből épített karcsú, piramis záródású harangtorony az 1960-as években épült. Az 1984-es felújítás során került sor az új liturgikus tér kialakítására a szembemiséző oltárral, valamint a négy evangélistát és a horvát királyokat ábrázoló mozaikkép, a spliti Andre Kukoč munkája. Két ablakot festett üvegablakra cseréltek, melyek Szent Jánost és Szent Antalt ábrázolják és Miroslav Klarić munkái. Ugyanő alkotta a kórus boldog Alojzije Stepinacot ábrázoló terrakotta domborművét.
- A vrdoljaci Keresztelő Szent János kápolna[6] 1875-ben épült faragott kövekből. A Vrdoljak család családi kápolnája. Fából faragott oltárán Keresztelő Szent János és két angyal szobra látható. A kápolnát 1986-ban újították fel Stjepan Vrdoljaknak a németországi horvátok helyi származású lelkipásztorának anyagi támogatásával.
- Velika peć újkőkori régészeti lelőhely. A Velika peć-barlang a Sridnja gora északi lejtőjén, Grabovac falu déli részén található. A barlangba egy meredek, ovális alakú nyíláson ereszkedhetünk le. A kutatások kimutatták, hogy a barlang az újkőkortól a középkorig lakott volt. Az eddig felfedezett legrégebbi leletek a korai neolitikumból származnak. Számos kemence és tűzhely nyomok beszélnek a barlang hosszú távú lakottságáról, egészen a középkorig. Minden réteg gazdag régészeti leletanyagban, különösen a körézkori (Cetina kultúra) és a bronzkori rétegekben.[7]
- A falutól északra, a Lovreć felé vezető helyi út mentén, az út nyugati oldalán lévő telkeken található a középkori Mrki kamen temető. A temetőnek 15. századi sírkövei vannak, melyekből 10 sírkő, 9 sírtábla és sírláda, valamint egy oromzatos sírkő maradt meg. Öt sírkövet jellegzetes motívumok (rozetta, félhold, háromszög és cikcakk szegélyek) díszítenek míg a többi díszítetlen. A környező telkek szárazon rakott kőfalaiban további sírkövek töredékei láthatók.[8]